# Kırcasalih, Uzunköprü
Kırcasalih là một thị trấn thuộc huyện Uzunköprü, tỉnh Edirne, Thổ Nhĩ Kỳ. Dân số thời điểm năm 2011 là 3.305 người.